# Коберидзе, Константин Ефимович
Константин Ефимович Коберидзе (груз. კონსტანტინე კობერიძე; 5 января 1917, город Сигнахи Сигнахский муниципалитет, Кахети, Тифлисская губерния, Российская империя — 1964) — советский борец греко-римского стиля, Заслуженный мастер спорта СССР (1943). Судья всесоюзной категории по греко-римской и вольной борьбе (1954). Отличник физической культуры (1947).

## Биография
Выступал за «Динамо» (Тбилиси), после 1937 года жил в Москве.
Чемпион Европы 1947 года, чемпион СССР по греко-римской борьбе 1940 (в двух весовых категориях), 1941, 1944, 1945 годов, чемпион СССР по самбо 1939 года.
Выпускник ГЦОЛИФК.
Старшие родные братья:
- Давид — также борец-тяжеловес, выступал за Азербайджанскую ССР и спортивное общество «Динамо»[3];
- Габриэль

## Спортивные результаты

### Классическая борьба
- Абсолютный чемпионат СССР по классической борьбе 1939 года — ;
- Абсолютный чемпионат СССР по классической борьбе 1940 года — ;
- Чемпионат СССР по классической борьбе 1940 года — ;
- Чемпионат СССР по классической борьбе 1941 года — ;
- Абсолютный чемпионат СССР по классической борьбе 1943 года — ;
- Чемпионат СССР по классической борьбе 1944 года — ;
- Чемпионат СССР по классической борьбе 1945 года — ;
- Чемпионат СССР по классической борьбе 1949 года — ;

### Самбо
- Чемпионат СССР по самбо 1939 года — ;
- Чемпионат СССР по самбо 1947 года — ;